# تريستان بورجس
تريستان بورجس (بالإنجليزية: Tristan Borges)‏ هو لاعب كرة قدم كندي ولد ب26 أغسطس 1998 ويلعب حاليا مع نادي فورجي في الدوري الكندي الممتاز.

## روابط خارجية
- تريستان بورجس على موقع إي إس بي إن إف سي (الإنجليزية)
- تريستان بورجس على موقع قاعدة بيانات كرة القدم.إي يو (الإنجليزية)
- تريستان بورجس على موقع ناشيونال فوتبول تيمز (الإنجليزية)
- تريستان بورجس على موقع Soccerway.com (الإنجليزية)
- تريستان بورجس على موقع عالم كرة القدم.نت (الإنجليزية)